# 242. gorska strelska divizija (ZSSR)
242. gorska strelska divizija je bila gorska divizija Rdeče armade v času druge svetovne vojne.

## Zgodovina
Divizija je bila ustanovljena julija 1941 v Moskvi in bila uničena oktobra istega leta. Ponovna je bila ustanovljena marca 1942.